# Silnik lotniczy
Silnik lotniczy – silnik stosowany do napędu (do wytworzenia ciągu) statków powietrznych.
Silniki lotnicze można podzielić na:
- silniki tłokowe (objętościowe) – stosowane w mniejszych maszynach
- silniki turbośmigłowe
- silniki turbinowe i ich pochodne jak: silnik turboodrzutowy dwuprzepływowy, silnik turbowentylatorowy – stosowane zazwyczaj w dużych samolotach.

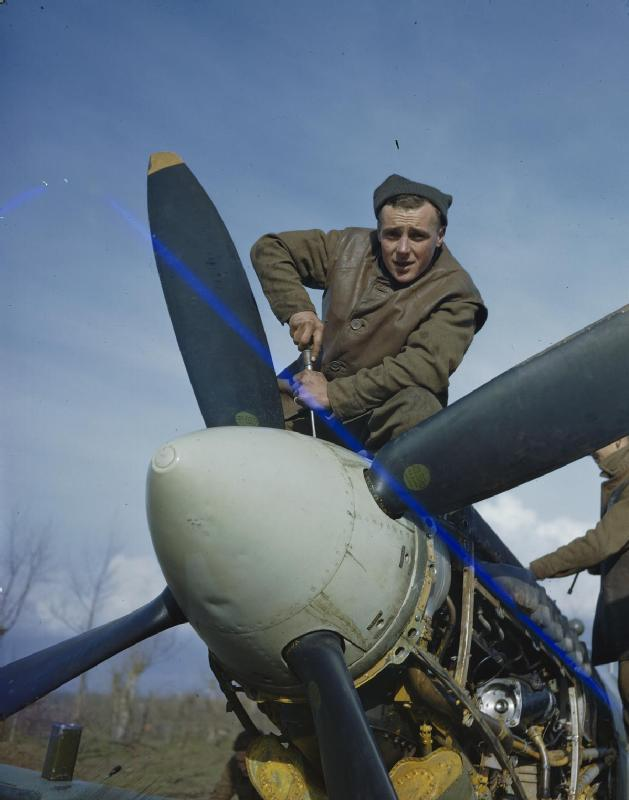
Brytyjski mechanik pracujący przy silniku Merlin w samolocie Spitfire
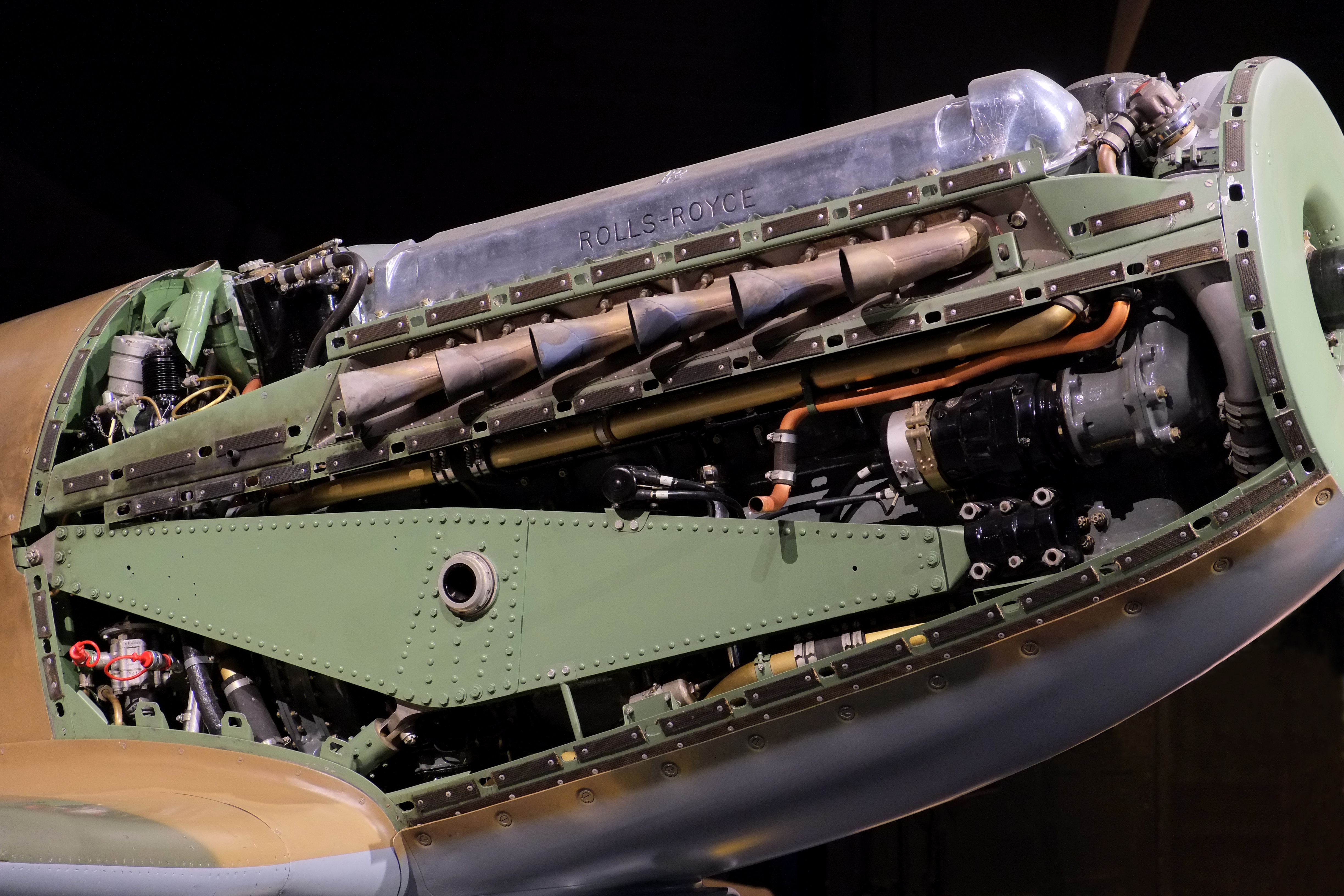
Silnik Griffon w samolocie Supermarine Spitfire
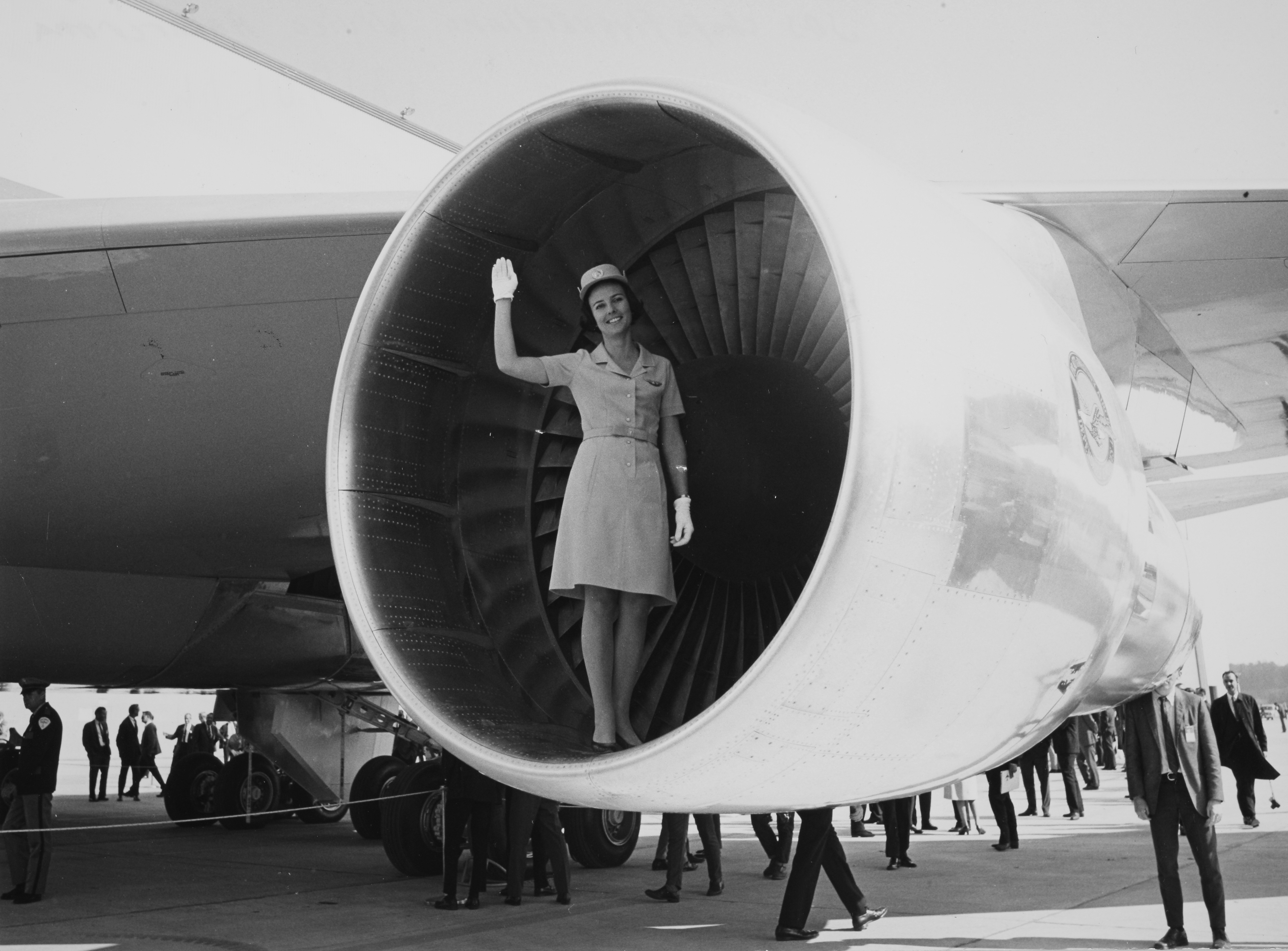
Stewardesa obrazująca rozmiar silnika samolotu Boeing 747
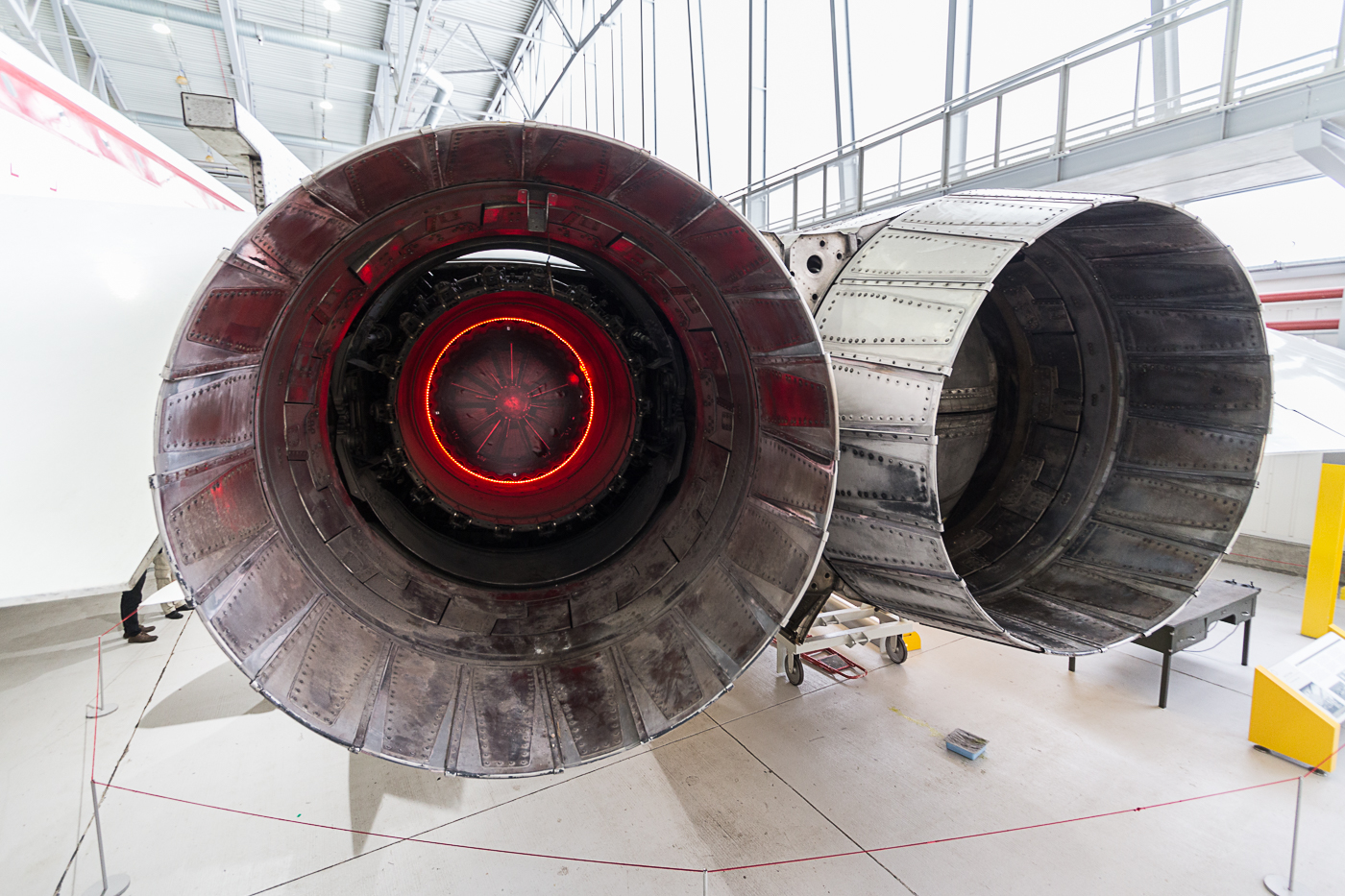
Silniki samolotu Concorde